# ژولیوس راکول
ژولیوس راکول (به انگلیسی: Julius Rockwell) سناتور سابق عضو حزب ویگ بود. وی در سال ۱۸۵۴ تا ۱۸۵۵ میلادی سناتور ایالت ماساچوست در سنای ایالات متحده آمریکا بود.